# صحة المجتمع
صحة المجتمع هي فرع من الصحة العامة يركز على الناس ودورهم كمحدّدات لصحتهم وصحة الشعوب الأخرى، على عكس الصحة البيئية التي تركز على البيئة المادية وتأثيرها على صحة الناس.

صحة المجتمع هي مجال رئيسي للدراسة في العلوم الطبية والسريرية التي تركز على الحفاظ على الحالة الصحية للمجتمعات والمجموعات السكانية وحمايتها وتحسينها. وهو مجال دراسة متميز يمكن تدريسه داخل مدرسة منفصلة للصحة العامة أو الصحة البيئية. تعرف منظمة الصحة العالمية صحة المجتمع على النحو التالي:
«الموارد البيئية والاجتماعية والاقتصادية التي تحافظ على الصحة العاطفية والجسدية بين الناس بطرق تعزز تطلعاتهم وتلبي احتياجاتهم في بيئتهم الفريدة». 
يمكن تصنيف التدخلات الطبية التي تحدث في المجتمعات على أنها ثلاث فئات: الرعاية الصحية الأولية والرعاية الصحية الثانوية والرعاية الصحية الثالثية. تركز كل فئة على مستوى ونهج مختلفين تجاه المجتمع أو المجموعة السكانية. في الولايات المتحدة، تترسخ صحة المجتمع نتيجة إنجازات الرعاية الصحية الأولية. تهدف برامج الرعاية الصحية الأولية إلى الحد من عوامل الخطر وتعزيز الصحة والوقاية. ترتبط الرعاية الصحية الثانوية بـ «رعاية المستشفى» حيث تُقدّم الرعاية الحادة في قسم المستشفى. تشير الرعاية الصحية الثلاثية إلى الرعاية المتخصصة جدًا التي تتضمن عادةً تدبير المرض أو الإعاقة.
يعتمد نجاح برامج الصحة المجتمعية على نقل المعلومات من المهنيين الصحيين إلى عامة الشعب عبر التواصل إما من شخص لشخص، أو من شخص لعدة أشخاص (الاتصال الجماهيري). يندرج نوع التواصل السابق تحت مصطلح التسويق الصحي.

## قياس صحة المجتمع
تُقاس صحة المجتمع بشكل عام من خلال نظم المعلومات الجغرافية والبيانات الديموغرافية. يمكن استخدام نظم المعلومات الجغرافية لتحديد المجتمعات الفرعية عندما تكون بيانات موقع الجوار غير كافية. تقليديًا، تُقاس صحة المجتمع باستخدام بيانات أخذ العينات التي تُقارن بعد ذلك بمجموعات البيانات المعروفة، مثل مسوحات مقابلات الصحة الوطنية واستقصاء الصحة الوطنية وفحص التغذية. مع التطور التكنولوجي، أصبح بإمكان نظم المعلومات تخزين المزيد من البيانات للمجتمعات الصغيرة والمدن والبلدات، على عكس بيانات إحصاء السكان التي تعمم المعلومات فقط حول المجموعات السكانية الصغيرة بناءً على إجمالي السكان. يمكن لنظم المعلومات الجغرافية (GIS) أن تعطي معلومات أكثر دقة عن موارد المجتمع، حتى على مستوى الأحياء الصغيرة. أدّت سهولة استخدام نظم المعلومات الجغرافية، والتقدم في الإحصاءات متعددة المستويات، وأساليب التحليل المكاني إلى تسهيل الحصول على وتوليد البيانات المتعلقة بالبيئة العمرانية.
يمكن لوسائل التواصل الاجتماعي أيضًا أن تلعب دورًا كبيرًا في تحليلات المعلومات الصحية. وجدت الدراسات أن وسائل التواصل الاجتماعي قادرة على التأثير على الناس لتغيير سلوكياتهم غير الصحية وتشجيع التدخلات القادرة على تحسين الحالة الصحية. قد تزود إحصائيات وسائل التواصل الاجتماعي جنبًا إلى جنب مع أنظمة المعلومات الجغرافية الباحثين بصورة أكثر اكتمالاً لمعايير المجتمع للصحة والرفاهية.

## فئات صحة المجتمع

### الرعاية الصحية الأولية والوقاية الأولية
يؤكد تعزيز الصحة المجتمعية على الوقاية الأولية والمنظور السكاني (الوقاية التقليدية). هدف صحة المجتمع هو أن يحسّن أفراد مجتمع معين من نمط حياتهم أو أن يسعوا إلى العناية الطبية. يوفر الممارسون الصحيون الرعاية الصحية الأولية وخاصة أولئك الذين يرون المريض أولًا، والذين قد يحولوهم إلى الرعاية الثانوية أو الثالثية.
تشير الوقاية الأولية إلى التجنب المبكر وتحديد عوامل الخطر التي قد تؤدي إلى أمراض وإعاقات معينة. إن الجهود التي تركز على المجتمع بما في ذلك التحصين، والتعليم في الفصول الدراسية، وحملات التوعية كلها أمثلة جيدة على كيفية استخدام تقنيات الوقاية الأولية من قبل المجتمعات لتغيير بعض السلوكيات الصحية. يمكن لبرامج الوقاية، في حال صُمّمت وصيغت بعناية أن تمنع بشكل فعال المشاكل التي يواجهها الأطفال والمراهقون أثناء نموهم. تنطبق هذه النتيجة أيضًا على كل مجموعات وفئات الأشخاص. تعد برامج الوقاية من أكثر الأدوات فعالية التي يمكن أن يستخدمها الممارسون الصحيون للتأثير بشكل كبير على صحة الأفراد والسكان والمجتمع.

### الرعاية الصحية الثانوية والوقاية الثانوية
يمكن أيضًا تحسين صحة المجتمع من خلال تحسين بيئة الأفراد. تُحدّد حالة صحة المجتمع من خلال الخصائص البيئية، والسلوكية، والتماسك الاجتماعي فيه. يمكن أن تساعد التعديلات المناسبة على البيئة في منع السلوكيات غير الصحية والنتائج الصحية السلبية.
تشير الوقاية الثانوية إلى التحسينات التي أدخلت على نمط حياة المريض أو البيئة بعد ظهور المرض أو الإعاقة. يعمل هذا النوع من الوقاية على تسهيل حياة المريض، فقد فات الأوان لوقايته من الإصابة بمرضه أو إعاقته الحالية. مثال على الوقاية الثانوية هو عندما يُزوّد أولئك الذين يعانون من الآلام أسفل الظهر المهنية باستراتيجيات لإيقاف حالتهم الصحية من التدهور، قد يكون تطبيق الوقاية الثانوية في هذه الحالة أفضل من تطبيق الوقاية الأولية.

#### برامج الإدارة الذاتية للأمراض المزمنة
ظهرت الأمراض المزمنة كظاهرة متنامية خلال العقود الأخيرة، وأثرت على ما يقارب 50% من البالغين في الولايات المتحدة في عام 2012. وتشمل هذه الأمراض الربو والتهاب المفاصل والسكري وارتفاع ضغط الدم، ففي حين أنها أمراض لا تهدد الحياة بشكل مباشر، لكنها تسبب عبئًا كبيرًا على الحياة اليومية للمصاب، مما يؤثر على نوعية حياة المرضى وعائلاتهم والمجتمعات التي يعيشون فيها، اجتماعيًا وماليًا. الأمراض المزمنة مسؤولة تقريبًا عن 70% من نفقات الرعاية الصحية داخل الولايات المتحدة، إذ تنفق ما يقارب 650 مليار دولار سنويًا.
مع تزايد الأعداد بشكل مطرد، طور العديد من مقدمي الرعاية الصحية المجتمعية برامج إدارة ذاتية لمساعدة المرضى في إدارة سلوكهم الخاص بشكل صحيح وكذلك اتخاذ قرارات مناسبة حول نمط حياتهم. وبغض النظر عن رعاية المرضى السريرية، تُوضع هذه البرامج لزيادة تثقيف المرضى حول ظروفهم الصحية كوسيلة لتبني سلوكيات تعزز الصحة في أسلوب حياتهم الخاص. تتضمن خصائص هذه البرامج ما يلي:
- تجميع المرضى الذين يعانون من أمراض مزمنة مماثلة لمناقشة المهام والسلوكيات المتعلقة بالمرض بهدف تحسين الصحة العامة.
- تحسين مسؤولية المريض من خلال المراقبة اليومية لمرضه.
- تُنظّم برامج الإدارة الذاتية بشكل غير مكلف، ومعروف على نطاق واسع للمساعدة في تحسين الصحة العامة للمرضى ونوعية الحياة واستخدام موارد رعاية صحية أقل، مثل زيارات الأطباء والرعاية الطارئة.[16][17]

إضافة لذلك، يمكن أن تساعد مهارات المراقبة الذاتية الجيدة المرضى بشكل فعال  في الاستفادة بشكل أفضل من وقت المتخصصين في الرعاية الصحية، مما قد يؤدي إلى رعاية أفضل. تُجرى العديد من برامج الإدارة الذاتية إما من خلال أخصائي صحي أو زميل له شُخّص بمرض مزمن معين ودُرّب من قبل أخصائيين صحيين لإجراء البرنامج. 